# Gianni Iorio
Gianni Iorio (Foggia, 9 marzo 1972) è un fisarmonicista, pianista e compositore italiano.

## Biografia
Diplomato in pianoforte nel 1994 presso il Conservatorio "Umberto Giordano" di Foggia con il massimo dei voti e la Menzione d’Onore, perfezionandosi successivamente con i Maestri Franco Scala e Sergio Perticaroli. Vincitore di numerosi concorsi pianistici e di musica da camera nazionali e internazionali, ha seguito corsi di perfezionamento con pianisti di fama internazionale quali: Massimo Bertucci, Jorg Demus, Carlo Bruno, Franco Scala e Sergio Perticaroli. Ha intrapreso da autodidatta lo studio del bandoneón nel 2002 e svolge come bandoneonista un'intensa attività concertistica in tutto il mondo. 
Ha fondato con il pianista Pasquale Stafano il trio Nuevo Tango Ensamble nel 1999.
Ha registrato per importanti etichette discografiche quali Real Sound, Philology, Dodici Lune, Jazzhaus , Universal, Enja Records, Rai Trade e per la Radio Nazionale Tedesca di Monaco di Baviera.
Collabora con artisti di fama internazionale quali Gustavo Toker, Alfredo Marcucci, Javier Girotto, Gabriele Mirabassi, Joe Barbieri, Natalio Mangalavite, Marco Siniscalco, Gianluca Renzi, Michele Rabbia, con il più grande poeta di tango vivente Horacio Ferrer (paroliere prediletto di Astor Piazzolla) e con il Premio Oscar Luis Bacalov.

## Discografia
- Astor's Mood (Realsound 2002)
- A night in Vienna for Astor Piazzolla "Live Album" (Philology 2005)
- Tango Mediterraneo (Jazzhaus Records 2008)
- D'impulso (Jazzhaus Records 2011)
- Nocturno (Enja Records 2016)
- Mediterranean Tales (Enja Records 2020)